# Acrorhynchides caledonicus
Acrorhynchides caledonicus är en plattmaskart som först beskrevs av Claparede 1861, och fick sitt nu gällande namn av Embrik Strand 1928. Acrorhynchides caledonicus ingår i släktet Acrorhynchides och familjen Polycystididae. Arten är reproducerande i Sverige. Inga underarter finns listade i Catalogue of Life.